# Зегребен
Зегребен (нем. Seegräben) — коммуна в Швейцарии, в кантоне Цюрих.
Входит в состав округа Хинвиль. Население составляет 1222 человека (на 31 декабря 2007 года). Официальный код — 0119.